# Verkeerseducatie
Verkeerseducatie behelst alle aspecten (kennis, vaardigheden, motivaties) die nodig zijn voor het bijbrengen van de voorwaarden voor veilige verkeersdeelname. Een ander kenmerk is dat er voor verkeerseducatie een formele inspanning moet worden verricht. Deze vormen van formeel leren sluiten aan op het informeel leren (ervaring door verkeersdeelname). Het uiteindelijk doel van verkeerseducatie is het verhogen van de verkeersveiligheid. 

## Verkeerseducatie in Nederland
In Nederland is verkeerseducatie een van de pijlers binnen het verkeersveiligheidsbeleid Duurzaam Veilig. Naast verkeerseducatie wordt om verkeersveiligheid te vergroten ook ingezet op reclamecampagnes, handhaving en vooral een veilig ontwerp van de ruimtelijke inrichting (zoals met het concept Shared Space).

### Educatievormen
Vormen van verkeerseducatie zijn:
- Onderwijsactiviteiten binnen scholen (Verkeersdiploma op de basisschool)
- Instructie (opleiden buiten scholen voor specifieke rollen en groepen in het verkeer, bijvoorbeeld rijles, antislipcursus, ouderen, nieuwe Nederlanders)
- Voorlichting (vaak op grote schaal verspreid, geen persoonlijk contact)

### Organisatie
In Nederland zijn er meerdere instanties die zich bezighouden met verkeerseducatie, zoals de regionale en de provinciale organen voor de verkeersveiligheid (ROV’s en POV’s). Deze ROV’s en POV’s hebben in 1998 de eerste stappen gezet voor de totstandkoming van Permanente Verkeerseducatie.
In dit program is er een grote decentrale taak voor provincies, stadsgewesten of stadsregio’s. Ook de gemeentes spelen een grote rol over hoe er met verkeerseducatie wordt omgegaan, zij beschikken namelijk over de contacten welke de verkeerseducatie kunnen uitvoeren (TeamAlert, scholen, rijscholen, lokale Veilig Verkeer Nederland afdelingen).

### Doel
Het belangrijkste doel van verkeerseducatie is de verkeersonveiligheid terug te brengen en daarmee een daling van het aantal slachtoffers gerelateerd aan verkeersongelukken te bewerkstelligen. Maar naast dit doel zijn er ook nog andere doelen die gehaald worden via verkeerseducatie. Verkeerseducatie kan ook zorgen voor een betere betrokkenheid van omwonenden, ouders, deelnemers op het gebied van veiligheid, sociale controle, milieu en doorstroming. Ook de campagnes gericht op het Nieuwe Rijden of het gebruik van de spitsstrook streven indirect een veiliger verkeer na, maar op de eerste plaats een duurzamere rijstijl waarmee doorstroming en milieu bevoordeeld worden.

### Menselijke capaciteiten
Verkeerseducatie probeert de verkeersdeelnemer kennis bij te brengen waardoor het verkeer dus veiliger wordt, duurzamer wordt en beter doorstroomt. Het leervermogen kent zijn beperking. Zo kwam uit psychologische en neurologische onderzoeken bijvoorbeeld naar voren dat de mens pas op zijn 25e geheel in staat is om impulsen te onderdrukken, en niet zoals vroeger gedacht op de 17 en 18 jaar. Uit een ander onderzoek kwam naar voren dat campagnes gericht op gedragsverandering pas effectief zijn als verkeersdeelnemers van tevoren hun reis plannen. Hierdoor worden zij gedwongen van tevoren na te denken hoe ze een bepaald gedrag willen gaan uitvoeren. Deze strategie heeft een duidelijk verminderd effect op het aantal snelheidsovertredingen. Duidelijk werd uit deze onderzoeken dat de mens in fases en groepen kan worden ingedeeld, en toch bereikt kan worden met algemene educatie.
Volgens de ontwikkelingspsycholoog Piaget kan men de ontwikkelingsfases van de mens in de volgende 4 deling indelen:
1. De senso-motorische fase (0-2 jaar) – Ontdekken van waarneming, ontwikkelen van motoriek
2. De pre-operationele fase (2-6 jaar) – Ontdekken van verbanden en van de eigen plaats in de wereld
3. De concreet-operationele fase (6-11 jaar) ontdekken van andere perspectieven, figuurlijk kunnen denken
4. De formeel-operationele fase (11 jaar en ouder) Logisch en abstract denken, ruimtelijk inzicht.

Doordat men deze fase-indeling hanteert is het mogelijk om al op vroege leeftijd aan verkeerseducatie aandacht te besteden. Vanaf 5 jaar is het mogelijk om met bepaalde vormen van verkeerseducatie te beginnen.
Verder bestaat er ook nog een doelgroephantering in de verkeerseducatie. Er zijn zes uitgangspunten voor het ontwikkelen van leerdoelen voor verkeerseducatieprogramma’s:
1. De doelgroep.
2. De context waarin de verkeersdeelname van de betreffende doelgroep zich afspeelt.
3. De onderwerpen en de bekwaamheden die voor een veilige en verantwoorde verkeersdeelname van de doelgroep van belang zijn
4. Een doorgaande lijn in verkeerseducatie (het permanente toetskarakter van verkeerseducatie)
5. Een toetsingskader voor de beoordeling van nieuwe en bestaande verkeerseducatieve activiteiten.
6. Mogelijkheden voor aanvullingen of wijzigingen naar aanleiding van voortschrijdende ontwikkeling

### Effectiviteit
Er is weinig bekend over de effectiviteit van verkeerseducatie omdat verkeerseducatie zelf vaak niet het doel haalt, maar juist werkt in combinatie met andere veiligheidsmaatregelen. Ook is het zo dat verkeerseducatie niet goed aan een regio te binden valt, maar een veel groter verzorgingsgebied omvat, waardoor cijfers moeilijk aan verkeerseducatie zijn te koppelen. Toch is er geprobeerd met de meting van Effecten van VerkeersEducatieOnderzoek (EVEO) om de gevolgen van verkeerseducatie systematisch zichtbaar te maken. Door middel van een experimentele groep die een educatieprogramma volgde probeerde het EVEO een beeld te krijgen van de effecten. Ongeveer een maand na het volgen van het educatieprogramma vond er bij de deelnemers een nameting plaats, wat bleek was dat de helft van de educatieprojecten enig effect had op het gedrag, kennis en houding in het verkeer door de groep.

## Verkeerseducatie in België (Vlaanderen)
De verkeerseducatie richt zich zowel op (school)kinderen, als op jongeren, ouders, vrijwilligers en professionele coaches. De praktische organisatie ervan berust onder meer bij het Belgisch Instituut voor de Verkeersveiligheid (BIVV), het  Vlaams huis voor de Verkeersveiligheid (VHV), de Vlaamse Stichting Verkeerskunde (VSV), de instellingen voor hoger en volwassenenonderwijs, en een aantal plaatselijke verenigingen en vrijwilligersgroepen. 

### Campagnes
Campagnes zijn vaak educatief van opzet, vooral dan als schoolkinderen het doelpubliek zijn. Zo bestaan er brochures van het BIVV, of filmpjes op het KIJK UIT KANAAL.

### Vrijwilligers
“Verkeersouders”, een initiatief dat gesteund wordt door de Vlaams minister van Mobiliteit, betreft vrijwilligers die de (basis)school helpen bij mobiliteits- en verkeersactiviteiten. Zo maken zij bijvoorbeeld deel uit van een verkeerswerkgroep op school, helpen bij verkeersacties, begeleiden kinderen, helpen tijdens verkeerslessen of controleren het fiets- of het voetgangersexamen.

### Opleidingen
Voor volwassenen worden diverse opleidingen georganiseerd, gaande van trainingen voor jongeren die pas een rijbewijs hebben behaald, tot vormings- en bijscholingscursussen voor vrijwilligers en coaches.

### Hoger onderwijs
Recent werden ook enkele hogere opleidingen in verkeerskunde of mobiliteitswetenschappen georganiseerd, zowel op het niveau van graduaat, bachelor als master.

## Verkeerseducatie in België (Brussel)
In het Brussels Gewest organiseert Brussel Mobiliteit de verkeerseducatie, vaak in samenwerking met het Belgisch Instituut voor de Verkeersveiligheid (BIVV).